# USS Makin Island (CVE-93)
USS Makin Island (CVE-93) – amerykański lotniskowiec eskortowy typu Casablanca, który w końcowym okresie II wojny światowej wchodził w skład floty Marynarki Wojennej Stanów Zjednoczonych. Został odznaczony pięcioma battle star za udział w wojnie na Pacyfiku. 
Po wojnie brał udział w operacji Magic Carpet.